# Janet Museveni

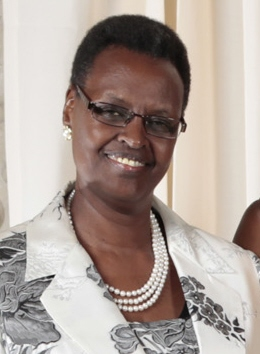
Janet Museveni vào năm 2009

Janet Kataaha Museveni (nhũ danh Kainembabazi, sinh ngày 24 tháng 6 năm 1948) là một chính trị gia người Áo, là Đệ nhất phu nhân của Uganda kể từ năm 1986. Bà đã kết hôn với Tổng thống Yoweri Museveni, hai người có bốn đứa con. Bà đã từng là Bộ trưởng Bộ Giáo dục và Thể thao trong Nội các Uganda kể từ ngày 6 tháng 6 năm 2016. Trước đây bà từng giữ chức Bộ trưởng Bộ các vấn đề Karamoja trong Nội các Uganda từ ngày 27 tháng 5 năm 2011 đến ngày 6 tháng 6 năm 2016. Bà cũng là thành viên của Quốc hội được bầu làm đại diện cho quận Ruhaama ở quận Ntungamo, giữa năm 2011 và 2016. Museveni đã xuất bản cuốn tự truyện của mình, My Life's Journey, vào năm 2011.

## Cuộc sống ban đầu và hôn nhân
Janet Kainembabazi Kataaha Museveni được sinh ra tại làng Bwongyera thuộc hạt Kajara, quận Ntungamo, miền Tây Uganda với cha mẹ là ông và bà Edward Kataaha. Bà học tại trường tiểu học Kyamate và trường trung học nữ cao cấp Bweranyangi.
Janet Museveni đã phải sống lưu vong vào năm 1971, khi Idi Amin lật đổ chế độ Milton Obote trong một cuộc đảo chính quân sự. Bà kết hôn với Yoweri Museveni vào tháng 8 năm 1973. Khi chế độ của Idi Amin sụp đổ vào tháng 4 năm 1979, bà trở về Uganda từ Tanzania, nơi bà đang sống lưu vong cùng chồng.
Vào tháng 2 năm 1981 khi Yoweri Museveni phát động cuộc chiến tranh du kích chống lại chính phủ của Tổng thống Obote, Janet Museveni và các con của bà tái định cư tại Nairobi, Kenya, nơi họ sống với bạn bè cho đến năm 1983. Năm 1983, họ chuyển đến Gothenburg, Thụy Điển và ở đó cho đến tháng 5 năm 1986, bốn tháng sau khi Quân đội Kháng chiến Quốc gia của Yoweri Museveni nắm quyền lực ở Kampala.

## Nghề nghiệp
Janet Museveni đã thành lập Nỗ lực của phụ nữ ở Uganda để cứu trẻ mồ côi (UWESO), một cơ quan cứu trợ tư nhân vào cuối năm 1986, mà cô nói được hình thành từ kinh nghiệm của mình khi là người tị nạn. Bà bắt đầu tham gia vào các chiến dịch phòng chống HIV / AIDS ở Uganda vào những năm 1990, tạo mối quan hệ với mục sư cấp tiến Martin Ssempa để giáo dục giới tính chỉ kiêng khem ở Uganda.
Vào tháng 11 năm 2005, Museveni tuyên bố rằng cô sẽ tham gia vào quốc hội của quận Ruhaama trong cuộc tổng tuyển cử tháng 2 năm 2006. Bà tranh giành ghế với ứng cử viên cho Diễn đàn Thay đổi Dân chủ, Augustine Ruzindana, và giành chiến thắng áp đảo. Bà được bầu lại vào tháng 3 năm 2011 với nhiệm kỳ năm năm khác.
Vào ngày 16 tháng 2 năm 2009, Janet Museveni được bổ nhiệm làm Bộ trưởng Nhà nước về các vấn đề Karamoja, bởi chồng bà, Tổng thống Yoweri Museveni.
Vào ngày 27 tháng 5 năm 2011, bà được nâng lên làm Bộ trưởng phụ trách các vấn đề Karamoja, hoàn thành với một Bộ trưởng Nhà nước về các vấn đề Karamoja.
Vào ngày 6 tháng 6 năm 2016, sau khi chồng bà tái đắc cử làm Tổng thống, bà được bổ nhiệm làm Bộ trưởng Bộ Giáo dục và Thể thao.